# Ella Fitzgerald Sings the Rodgers & Hart Songbook
Ella Fitzgerald Sings the Rodgers & Hart Songbook (с англ. — «Элла Фицджеральд исполняет песни Роджерса и Харта») — девятый студийный альбом американской джазовой певицы Эллы Фицджеральд, полностью состоящий из песен авторства композитора Ричарда Роджерса и поэта Лоренца Харта, был выпущен на лейбле Verve Records в 1956 году. В записи пластинки принимал участие оркестр Бадди Брегмана.
В 1999 году альбом был введён в Зал славы «Грэмми».

## Список композиций
Все тексты написаны Лоренцом Хартом, вся музыка написана Ричардом Роджерсом.
| №                   | Название                   | Длительность |
| ------------------- | -------------------------- | ------------ |
| 1.                  | «Have You Met Miss Jones?» | 3:41         |
| 2.                  | «You Took Advantage of Me» | 3:27         |
| 3.                  | «A Ship Without a Sail»    | 4:07         |
| 4.                  | «To Keep My Love Alive»    | 3:34         |
| 5.                  | «Dancing on the Ceiling»   | 4:06         |
| 6.                  | «The Lady Is a Tramp»      | 3:21         |
| 7.                  | «With a Song in My Heart»  | 2:44         |
| 8.                  | «Manhattan»                | 2:48         |
| Общая длительность: | Общая длительность:        | 27:48        |

| №                   | Название                      | Длительность |
| ------------------- | ----------------------------- | ------------ |
| 9.                  | «Johnny One Note»             | 2:12         |
| 10.                 | «I Wish I Were in Love Again» | 2:36         |
| 11.                 | «Spring is Here»              | 3:38         |
| 12.                 | «It Never Entered My Mind»    | 4:06         |
| 13.                 | «This Can’t Be Love»          | 2:54         |
| 14.                 | «Thou Swell»                  | 2:03         |
| 15.                 | «My Romance»                  | 3:42         |
| 16.                 | «Where or When»               | 2:46         |
| 17.                 | «Little Girl Blue»            | 3:53         |
| Общая длительность: | Общая длительность:           | 27:50        |

| №                   | Название                         | Длительность |
| ------------------- | -------------------------------- | ------------ |
| 18.                 | «Give it Back to the Indians»    | 3:10         |
| 19.                 | «Ten Cents a Dance»              | 4:06         |
| 20.                 | «There’s a Small Hotel»          | 2:48         |
| 21.                 | «I Didn’t Know What Time It Was» | 3:46         |
| 22.                 | «Ev’rything I’ve Got»            | 3:21         |
| 23.                 | «I Could Write a Book»           | 3:38         |
| 24.                 | «The Blue Room»                  | 2:29         |
| 25.                 | «My Funny Valentine»             | 3:52         |
| Общая длительность: | Общая длительность:              | 27:10        |

| №                   | Название                             | Длительность |
| ------------------- | ------------------------------------ | ------------ |
| 26.                 | «Bewitched, Bothered and Bewildered» | 7:01         |
| 27.                 | «Mountain Greenery»                  | 2:13         |
| 28.                 | «Wait Till You See Him»              | 1:30         |
| 29.                 | «Lover»                              | 3:16         |
| 30.                 | «Isn’t It Romantic?»                 | 3:00         |
| 31.                 | «Here in My Arms»                    | 1:52         |
| 32.                 | «Blue Moon»                          | 3:11         |
| 33.                 | «My Heart Stood Still»               | 3:02         |
| 34.                 | «I’ve Got Five Dollars»              | 2:39         |
| Общая длительность: | Общая длительность:                  | 27:44        |

В 2009 году Verve Records перевыпустила Ella Fitzgerald Sings the Rodgers & Hart Songbook в виде двух-дискового издания (студийный номер — Verve 314-5372582), в которое вошёл дополнительный бонусный трек.
| №                   | Название                        | Длительность |
| ------------------- | ------------------------------- | ------------ |
| 35.                 | «Lover» (Alternative mono take) | 3:15         |
| Общая длительность: | Общая длительность:             | 3:15         |

## Участники записи
- Элла Фицджеральд — вокал.
- Бадди Брегман — аранжировщик и дирижёр.